# شهرستان نائین
شهرستان نائین شهرستانی است در استان اصفهان. مرکز این شهرستان شهر نائین است. در اول شهریور ۱۳۲۷ شمسی نائین رسماً شهرستان اعلام شد و بخشداری آن به فرمانداری تبدیل گشت.
شهرستان نائین وسیع‌ترین شهرستان استان اصفهان و یکی از بزرگ‌ترین شهرستان‌های ایران است. جمعیت شهرستان نائین بر اساس سرشماری سال ۱۳۹۵، ۳۹٬۲۶۱ نفر بوده است.

## تقسیمات کشوری
این شهرستان در حال حاضر شامل سه بخش مرکزی، انارک و خور و بیابانک و پنج نقطه شهری به نام نائین، خور، جندق، انارک و بافران و هفت دهستان می‌باشد.
- بخش مرکزی شهرستان نائین
  - شهر نائین
  - شهر بافران به مرکزیت شهر بافران.
  - دهستان بهارستان به مرکزیت روستای کجان.
  - دهستان کوهستان به مرکزیت روستای بلان.
  - دهستان لای سیاه به مرکزیت روستای هماباد.
- بخش انارک
  - شهر انارک
  - دهستان چوپانان به مرکزیت روستای چوپانان.

## جمعیت
بنابر سرشماری مرکز آمار ایران، جمعیت شهرستان نائین در سال ۱۳۹۵ برابر با ۳۹٬۲۶۱ نفر بوده است.

## جغرافیا
شهرستان نائین از شمال به استان سمنان، از شرق به استان خراسان، از جنوب به استان یزد و از مغرب به شهرستان‌های اردستان وکوهپایه محدود می‌شود. این شهرستان با مساحتی برابر ۸/۳۵۹۲۷ کیلومتر مربع وسیع‌ترین شهرستان استان اصفهان است که در حال حاضر شامل دو بخش مرکزی، انارک و دو نقطه شهری به نام نائین، و انارک و هشت دهستان شامل کوهستان به مرکزیت روستای بلان، بهارستان به مرکزیت روستای کجان، بافران به مرکزیت روستای بافران، لای سیاه به مرکزیت روستای هماباد، چوپانان به مرکزیت روستای چوپانان، است، مرکزی و انارک دو بخش از شهرستان نائین هستند.
شهرستان در ۵۲ درجه و ۳۵ دقیقه تا ۵۵ درجه و ۲ دقیقه طول شرقی جغرافیایی و در ۳۲ درجه و ۳۰ دقیقه تا ۳۴ درجه و ۱۵ دقیقه عرض جغرافیای در فاصله ۱۴۵ کیلومتری شرق مرکز استان قرار دارد. شهرستان نائین از شمال به استان سمنان، از شرق به استان خراسان، از جنوب به استان یزد و از مغرب به شهرستان‌های اردستان و کوهپایه محدود می‌شود. این شهرستان با مساحتی برابر ۸/۳۵۹۲۷ کیلومتر مربع وسیع‌ترین شهرستان استان است.

### آب و هوا
شهرستان نائین دارای آب و هوایی کویری است و اختلاف درجه حرارت شب و روز در فصول سال کاملاً محسوس است و بارش آن بسیار کم و تابستان‌ها طولانی و بدون باران است. انارک از بخش‌های شهرستان نائین، دارای آب و هوایی گرم و خشک است آب و هوای بخش خور و بیابانک به مرکزیت خور کاملاَ خشک و معتدل، متمایل به گرم است. روستای نیستانک از روستای مهم منطقه در کنار جاده نائین – اردستان و بر سر راه ترانزیت تهران – بندرعباس واقع شده است. این روستا در موقعیت بسیار مناسب ارتباطی قرار دارد و جزء اقلیم بیابانی سرد یا معتدل است و در تابستان‌ها با کمبود شدید آب روبرو است.

### چشمه‌ها و سدها
- چشمه بازیاب

در مسیر مهرگان به چوپانان اندکی دورتر از از جاده اصلی، منطقه بازیاب در دامنه کوهی بلند قرار گرفته است که در آن چشمه‌ای آبی بسیار گوارا قرار دارد. بر دیواره کوه نیز حفره‌هایی بسیار سخت‌گذر است که ظاهراً در قدیم انبار و محل نگاهداری اشیاء و کالاهای خاص بوده است.

### رودها
منطقه به دلیل شرایط خاص اقلیمی از داشتن رودخانه و چشمه بی‌بهره بوده و فقط یک رودخانه فصلی کم‌اهمیت از حدود ۵ کیلومتری شمال خور می‌گذرد.

### کوه‌های مهم
کوه قابل توجهی در این شهرستان به چشم نمی‌خورد. در بخش انارک تنها کوه نسبتاً مرتفع، کوه دره انجیل است که ۲۴۳۸ متر ارتفاع دارد. کوه منفرد عزیز آباد نیز در ۵ کیلومتری شمال شرقی روستای نیستانک نیز رشته کوه‌هایی به نام چهار گنبد واقع است. کوه میل در نزدیکی روستای کجان (مرکز دهستان بهارستان) با ارتفاع بالغ بر ۳۲۰۰ متر مرتفع‌ترین قله در رشته کوهی در آن منطقه را داراست.

### غارها
در انارک غارهای متعدد وجود که بیشتر آن‌ها ناشناخته مانده فقط غار میله در نزدیک «چاه خربزه» شناخته شده است. در نزدیک چشمه آب قدیمی انارک نیز غاری وجود دارد که درب آن بسته است.

### دشت و کویر

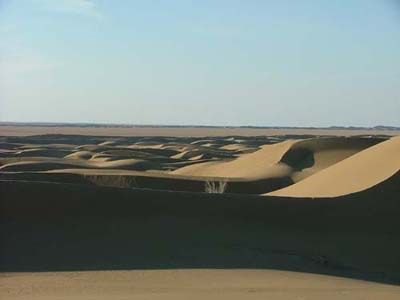
تپه‌های ماسه در ریگ جن

بخش عمده شهرستان نائین سرزمینی کویری است که یکی از زیباترین دیدنی‌های طبیعی این شهرستان محسوب می‌شود. در این کویر مناطقی با تپه‌های بزرگی از ریگ پدید آمده که از آن‌ها منطقه ریگ جن یکی از زیباترین مناطق کویر است.

### بیشه و جنگل‌ها
در منطقه کویری نائین جنگل و بیشه به مفهومی که شناخته می‌شود موجود نیست. اما در این سرزمین جنگل‌هایی از تاق و گز هست که تنها به این منطقه اختصاص دارند. همچنین در خور مناطق پیرامون آن نخلستان‌های خیال‌انگیز جلوه‌ای کمتر از زیباترین بیشه‌ها و جنگل‌ها ندارد.

### معادن
در سطح شهرستان، به ویژه در شهر انارک معادن قدیمی کهنی وجود دارد که بسیاری از آن‌ها معادنی باستانی هستند. این معادن به نام «معدن شدادی» (منسوب به شداد پادشاه مستبد اساطیری و باستانی) مشهورند. این معادن در زمان باستان گشوده شده و مورد بهره‌برداری قرار گرفته و رها شده‌اند که مهم‌ترین مشخصه آن‌ها حالت مورب این معادن است که با شیبی ۴۵ درجه‌ای از سطح زمین به طرف عمق حفر شده‌اند. در روزگار باستان از این معادن نقره استخراج می‌کرده‌اند که هنوز هم کوره‌های ذوب و نیز سرباره‌های آن‌ها باقی است. از جمله معادن جدید، معادن طالمسی و معدن سرب نخلک از معروف‌ترین و مهم‌ترین معادن شهرستان نائین اند که در زمینه استحصال مس و طلا و سرب فعالیت دارند.

### یخچال‌های قدیمی
در شهرستان نائین و حتی در پاره‌ای مناطق غیر مسکونی، یخچال‌های قدیمی یکی از مناظری است که با مخروطی خود، چشم را نوازش می‌دهند. مهم‌ترین و زیباترین یخچال‌های شهرستان نائین:
- یخچال واقع در محله کلوان نائین
- یخچالی در محمدیه، پشت کوهی که قلعه عاشورگاه بر فراز آن است وجود دارد. این یخچال با کوه «کلیزه» در دور دست بیابان هماهنگی شگفتی ایجاد کرده است.
- یخچال روستای بافران متعلق به دوران صفویه است.
- یخچال دوقلوی خور متعلق به دوران صفویه است.
- یخچال مهرجان

## آثار تاریخی
- کاروانسرای بلاباد

این کاروانسرا در روستای بلاباد، در کنار جاده اصفهان نائین قرار گرفته و از جمله کاروانسراهای دوران صفویه است. کاروانسرای بلاباد با مصالح سنگ و خشت پخته دارای طراحی همانند کاروانسراهای این عهد است، با شاه‌نشینان مصفا که بر چشم‌انداز زیبای روستای بلاباد و باغ‌های آن گشوده شده است. این کاروانسرا رو به ویرانی بود که با همت سازمان ایرانگردی و جهانگردی استان اصفهان بازسازی و مرمت شده است. در شهرستان نائین کاروانسرای نو گنبد و مشجری نیز از دوران صفویه باقی مانده‌اند.
- کاروانسرای نیستانک

این بنا از آثار با شکوه و نفیس عهد قاجار است که متناسب با شرایط اقلیمی منطقه و طبیعت کویری آن ساخته شده است. بنای کاروانسرا مستطیلی است به طول ۶۷ و ۶۴ متر که به دست یک تاجر یزدی به نام کلاه‌دوز بنا گردیده است. حیاط کاروانسرا از داخل یک هشت ضلعی است. در هر ضلع آن پنج صفه قرار دارد که از سطح زمین بلندترند. صفه‌های میانی دارای سقف هلالی بسیار زیبا هستند و هر صفه به اتاقکی مربوط است که دارای بخاری دیواری است. حیاط کاروانسرا شاه‌نشین‌هایی دارد که برای سکونت افراد خاص و متمول مورد استفاده قرار می‌گرفته است. این کاروانسرا دارای گنبدی زیبا می‌باشد که بادگیری در سمت آن قرار دارد. روی پشت بام سقف‌هایی هلالی زیبا در حدود ۵۱ گنبد کوچک و متقارن و یک گنبد بزرگ قرار دارند و حفره‌های منظمی در کنار هم برای تهویه و بیرون راندن دود آتش بخاری‌های دیواری تعبیه شده است. دور تا دور صفه‌ها و پشت آن‌ها دالان‌های به هم پیوسته برای نگهداری ستوران وجود داشته است.
- نارین قلعه
- قلعه عاشوراگاه (آشورگاه)
- قلعه یابرزو – نیستانک
- آتشکده سپرو
- قلعه شیرکوه (سپرو)
- قلعه رستم روستای بافران
- قلعه شهداد مربوط به دوره سلجوقی
- قلعه روستای مزرعه شاه را یاد کرد
- قلعه ملک احمد در خور
- قلعه گبرها از دوره قبل از اسلام است و با خشت و گل بنا شده است.

## مردم
عمده مردم این شهرستان به گویش‌های که در زمره زبان‌های ایران مرکزی قرار می‌گیرند تکلم می‌کنند.
گویش مردم انارک همانند گویش نائینی است اما گویش و زبان مردم خور تفاوت‌هایی دارد.